# Девель, Даниил Фёдорович
Даниил Фёдорович Девель (1771—после 1839) — русский военный деятель, генерал-майор.
Из дворян г. Риги, сын надворного советника. В службу вступил из Артиллерийского и инженерного шляхетского корпуса 1 января 1789 года, штык-юнкером в 1-й фузелерный полк, где 26 августа 1793 года произведен в подпоручики.
С полком находился в походах: в 1789 году в Турции при взятии замка Гаджибейского (ныне Одесса) и крепости Бендерской; в 1792 году в Польше при крепости Полонной и при взятии батарей при реке Буге. В 1805 году состоя в 5-м артиллерийском полку в чине штабс-капитана, участвовал в сражениях против французов под Кремсом и Аустерлицем.
В 1812 году, командуя в звании подполковника 7-й артиллерийской бригадой, находился в сражениях при г. Смоленске, Бородине, Тарутине, Малоярославце и Красном и за отличие получил орден св. Владимира 4 ст. с бантом.
10 октября 1816 года, состоя в 7-й резервной бригаде в понтонной роте, произведён в полковники. 26 ноября 1816 года награждён орденом св. Георгия 4-й степени (№ 3148 по кавалерскому списку Григоровича — Степанова).
25 января 1818 года назначен командиром Бобруйского крепостного штата, где, 6 декабря 1829 года, произведён в генерал-майоры. В 1831 году во время военных действий против польских мятежников за усердие к службе получил Высочайшее благоволение, и это время повелено считать ему за одну кампанию.
17 мая 1839 года Даниил Федорович уволен от службы.